# Mansura (Algèria)
Al-Mansura (àrab: المنصورة, al-Manṣūra, ‘la Victoriosa’) fou una antiga ciutat-campament d'Algèria d'època marínida, actualment en ruïnes, situada uns 5 km a l'oest de Tlemcen. La ciutat-campament es va erigir arran dels dos setges d'aquesta població entre els segles xiii i xiv.
La primera construcció va tenir lloc arran del setge iniciat el 1299 pel marínida Abu-Yaqub Yússuf. El setge anava acompanyat de treball de circumval·lació i els calia un campament que es va construir a la plana occidental de la ciutat. Com que el setge es va allargar van sorgir edificis permanents per als caps de l'exèrcit i una mesquita; el 1302 es va construir una muralla i el conjunt fou anomenat al-Mabal·la al-Mansura (‘el Campament Victoriós'). Aleshores ja havien ja sorgit magatzems, casernes per la tropa, banys i caravanserralls (les caravanes no podien arribar a Tlemcen, pel setge). Els catalans hi feien un actiu comerç i un cònsol mallorquí hi residia. Finalment, després de vuit anys i tres mesos de setge, el 1307 els marínides es van retirar arran de la mort del sultà i la ciutat fou desmantellada metòdicament sota control del visir del nou sultà Ibrahim ibn Abd-al-Khàliq, ja que segons els termes del tractat de pau amb els abdalwadites, aquests es comprometien a respectar la ciutat durant un cert temps fins que fos desmantellada. En acabat, els abdalwadites van destruir els monuments i el que en va quedar.
La segona construcció de la ciutat fou el 1335, arran de l'avanç cap a l'est del sultà Abu-l-Hàssan Alí ibn Uthman i del segon setge de Tlemcen, que va durar del 1335 al 1337, fins que l'1 de maig de 1137 la ciutat fou ocupada. Al-Mansura fou restaurada i s'hi va construir una qasba amb una mesquita, un meixwar, un pavelló de justícia, palaus, banys i caravanserralls; la gran mesquita fou acabada i es va construir el Palau de la Victòria, on es va instal·lar la cort marínida. La situació va durar fins a la greu derrota del sultà a Kairuan i la recuperació del poder a Tlemcen pels abdalwadites (setembre del 1348) sota Abu-Saïd Uthman II (1348-1352). Retirats els marínides, la ciutat fou abandonada de nou i es va anar enrunant. Avui només en queda part de la muralla, restes d'alguns palaus, un carrer pavimentat i restes d'importància de la gran mesquita amb el minaret, del qual només en queda la meitat dempeus; algunes columnes i capitells es conserven als museus de Tlemcen i d'Alger.